# St. Antonius (Mindelheim)

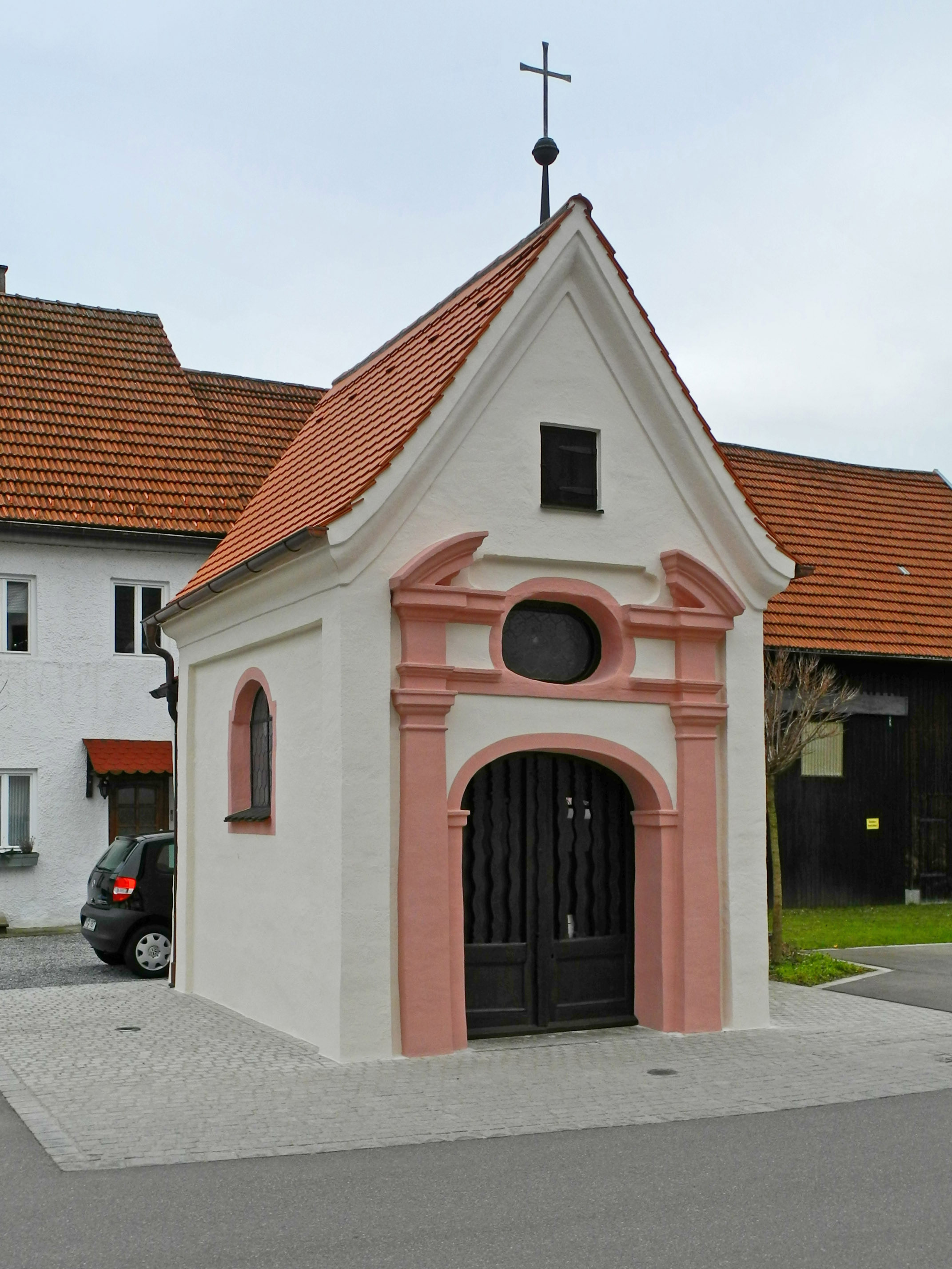
Südostansicht der um 1700 erbauten und zuletzt 2017 renovierten Kapelle

Die römisch-katholische Kapelle St. Antonius wurde gegen oder um 1700 erbaut und befindet sich in Mindelheim, im Landkreis Unterallgäu, Bayern. Das denkmalgeschützte Kirchengebäude trägt das Patrozinium des heiligen Antonius von Padua.

## Geschichte
Die Kapelle wurde entweder gegen oder um das Jahr 1700 errichtet, so berichtet dies zumindest J. Ph. Brunnenmair 1821 mit "...vor etwa 100 Jahren ... von einem unbekannten Verehrer" errichtet. Die Altarnische stammt jedoch aus späterer Zeit, vermutlich aus der ersten Hälfte des 19. Jahrhunderts, und wurde erbaut, als ein Altar einer anderen Kirche in die Kapelle übertragen wurde. Eine Restaurierung fand 1966 statt.

## Baubeschreibung
Der nach Westen gerichtete Bau befindet sich westlich außerhalb der Altstadt am linken Ufer der Mindel. Der Kapellenbau ist ein kleiner Rechteckbau mit Kreuzgratgewölbe auf Vorlagen mit Karniesgesims an den Enden der Längswände. An beiden Seiten des Langhauses ist ein breites, eingezogenes, rundbogiges Fenster vorhanden. Die später errichtete querrechteckige Altarnische ist innen etwas breiter als das kleine Langhaus. Außen ist der Anbau eingezogen und niedriger als die übrige Kapelle. Der Zugang zur Kapelle erfolgt durch eine Korbbogentür mit Kämpfergesims an der Ostseite. Die Zugangstür ist von toskanischen Pilastern mit Gebälk gerahmt. Ein querovales Fenster unterbricht dabei das Gebälk oberhalb der Türe. Im Giebel darüber ist eine rechteckige Öffnung vorhanden. Sowohl an der Traufe wie auch an den Schrägen beider Giebel ist ein kräftiges Karniesgesims angebracht. Die Türblätter sind mit gewundenen Brettpilastern besetzt.

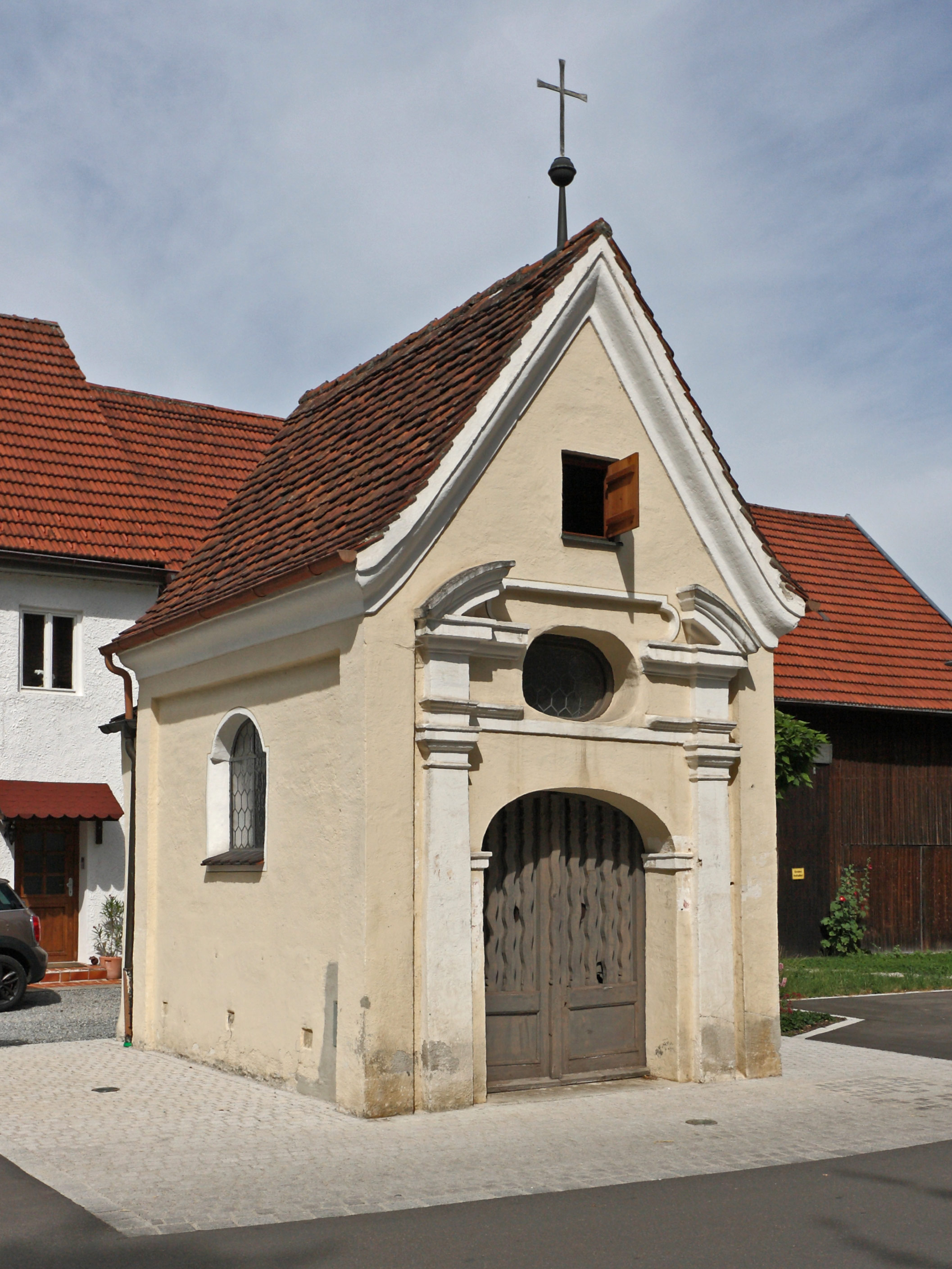
Ansicht vor der Renovierung
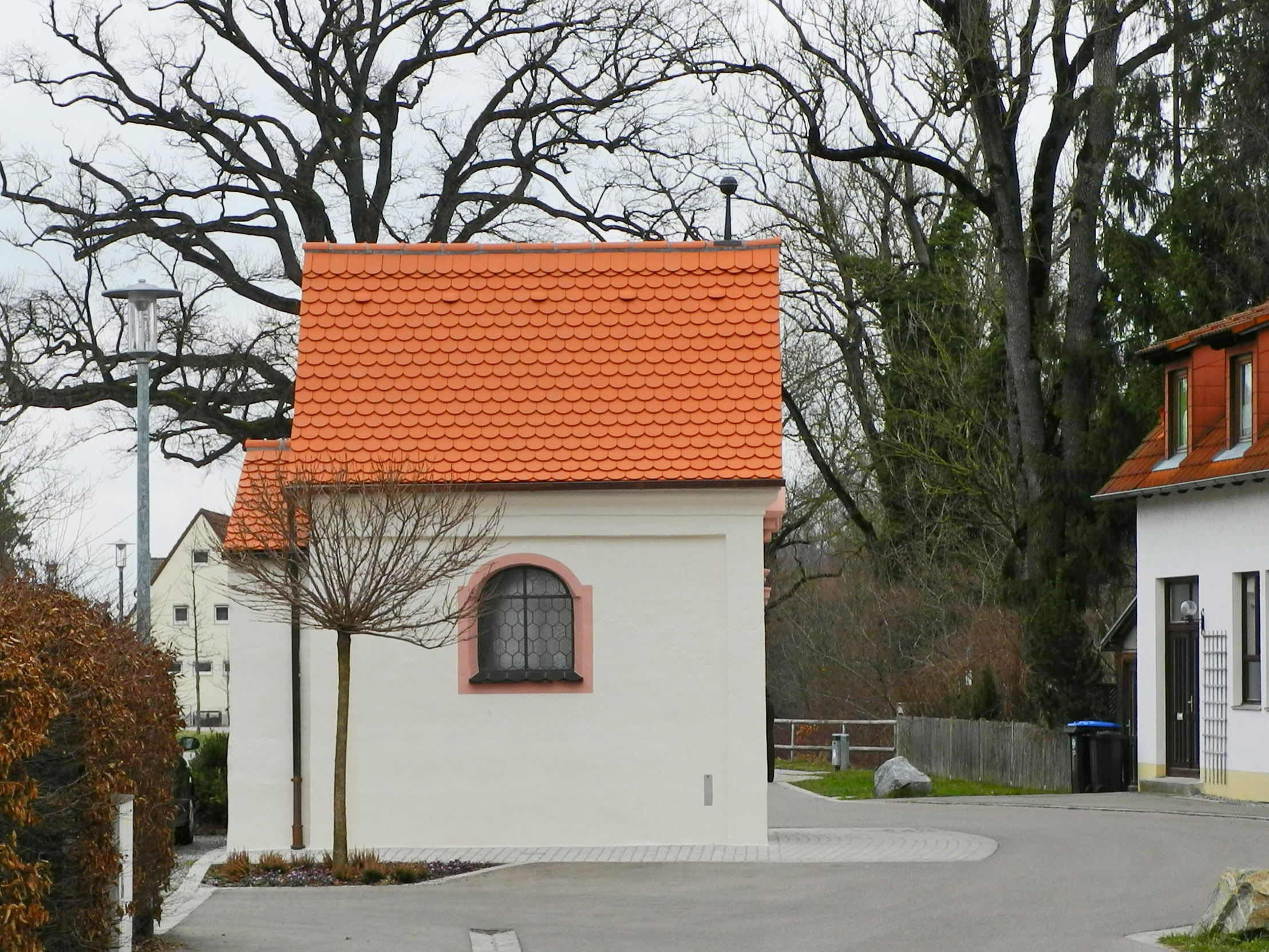
Südansicht der Kapelle nach der Renovierung

## Ausstattung
Der marmorierte Altar aus Holz stammt aus dem frühen 18. Jahrhundert und ist mit Golddekor besetzt. Er besteht aus einem niedrigen, breiten Kastenstipes und füllt die Altarnische völlig aus. Spiraliger Akanthusdekor befindet sich an der Predellazone. Der weitere konkave Aufbau besteht aus vier Säulen und ist in drei Achsen geteilt. Die Nischen sind durch Muscheln angedeutet. Auf dem Tabernakel in der Mittelnische steht die Holzfigur des heiligen Antonius von Padua, aus der Zeit gegen oder um 1700. In der linken Seitennische ist eine Holzfigur des heiligen Joachim und rechts des heiligen Joseph aufgestellt. Beide Figuren stammen aus dem Anfang des 18. Jahrhunderts. Der Altar besitzt verkröpftes Gebälk und einen breiten, oben verkürzten Auszug mit Voluten, auf welchen Putten sitzen. In einem Wolkenring und einer Strahlenglorie ist in der Mitte der Heilige Geist dargestellt. Der Engelskopf darüber stammt aus der zweiten Hälfte des 17. Jahrhunderts. Ähnliche, jedoch kleinere Engelsköpfe befinden sich am Gebälk über den äußeren Säulen.
Mehrere gefasste Holzfiguren befinden sich in der Kapelle, so eine Muttergottes, auf einer klassizistischen Konsole, aus dem Ende des 17. Jahrhunderts aus dem Umkreis des Georg Schenk, weiters zwei versilberte Halbfiguren der heiligen Ignatius und Franz Xaver aus der zweiten Hälfte des 17. Jahrhunderts. Aus dem zweiten Viertel des 18. Jahrhunderts stammen die versilberten Büsten des heiligen Johannes von Nepomuk und des Antonius. Die beiden mit Puttenköpfen besetzten Vasen sind aus dem 18. Jahrhundert. Gegen Ende des 18. Jahrhunderts wurde das Gestühl mit seinen reich geschweiften Wangen geschaffen. Diese besitzen einen erhabenen Rand sowie zentrale Rosetten in Kreisblenden. Zwei Votivbilder, Öl auf Holz gemalt, aus dem zweiten Viertel des 18. Jahrhunderts befinden sich in der Kapelle. Das mit 1736 EX VOTO bezeichnete Votivbild zeigt den heiligen Antonius und zu dessen Füßen einen jungen Mann in vornehmer Kleidung kniend. Das zweite Votivbild zeigt einen knienden Franziskaner zu Füßen des heiligen Antonius.